# Hyla sanchiangensis
Hyla sanchiangensis – gatunek płaza bezogonowego z rodziny rzekotkowatych (Hylidae).

## Występowanie
Gatunek ten zamieszkuje tereny położone w Chińskiej Republice Ludowej, na południu i wschodzie kraju.
Zwierzę bytuje na wysokościach 500–1560 m nad poziomem morza. Jego siedlisko stanowi las w górzystych okolicach.

## Rozmnażanie
Płaz rozmnaża się w środowisku wodnym, w stawach i na polach ryżowych.

## Status
Obecnie zwierzę występuje pospolicie, ale jego liczebność się obniża.
Głównym zagrożeniem dla gatunku jest degradacja jego środowiska naturalnego. Z drugiej strony zamieszkuje on wiele regionów chronionych.